# Lika-Senj distrikt
 For alternative betydninger, se Lika (flertydig).
Lika-Senj (kroatisk: Ličko-senjska županija) er et distrikt i Kroatien, beliggende ved Adriaterhavet. Det ligger i regionen Kvarner og grænser til nabolandet Bosnien-Hercegovina i øst. I syd grænser det til distriktet Zadar, i vest og nord til Primorje-Gorski Kotar distrikt, og i nordøst til Karlovac. Den største by og distriktshovedstad er Gospić. Den eneste anden byen med mere end 10.000 indbyggere (2001) er Otočac.

## Byer og kommuner
Lika-Senj distrikt er administrativt inddelt i 4 byer og 8 kommuner. Indbyggertal i følgende lister er fra folketællingen i 2001.

### Byer
| By      | Indb.  |
| ------- | ------ |
| Gospić  | 12.980 |
| Novalja | 3.335  |
| Otočac  | 10.411 |
| Senj    | 8.132  |

### Kommuner
| Kommune          | Indb. |
| ---------------- | ----- |
| Brinje           | 4.108 |
| Donji Lapac      | 1.880 |
| Karlobag         | 1.019 |
| Lovinac          | 1.096 |
| Perušić          | 3.494 |
| Plitvička jezera | 4.668 |
| Udbina           | 1.649 |
| Vrhovine         | 905   |